# Saosin
Saosin – zespół grający muzykę post hardcore. Powstał w lecie 2003 r. w Newport Beach, w stanie Kalifornia.
Obecnie występuje w składzie: Cove Reber, Beau Burchell, Justin Shekoski, Chris Sorenson i Alex Rodriguez.

## Dyskografia
Albumy
- Translating the Name EP (2003)
- Saosin EP (2005)
- Saosin (2006)
- The Grey EP (2008)
- In Search Of Solid Ground (2009)
- Along The Shadow (2016)

Single
- Seven Years (2003)
- Translating The Name (2003)
- 3rd Measurement In C (2003)
- Lost Symphonies (2003)
- They Perched On Their Stilts, Pointing And Daring Me To Break Custom (2003)
- Bury Your Head (2004)
- Voices (2006)
- You're Not Alone (2007)
- It's Far Better To Learn (2007)

Teledyski
- "Seven Years" (2003) z płyty Translating the Name
- "3rd Measurement in C" (2003) z płyty Translating the Name
- "Bury Your Head" (2005) z płyty Saosin EP
- "Voices" (Live Montage) (2006) z płyty Saosin
- "Voices" (2007) z płyty Saosin
- "You're Not Alone" (2007) z płyty Saosin